# Marko Grižonič
Marko Grižonič, slovenski nogometaš, * 1. december 1982, Koper.
Grižonič je nekdanji profesionalni nogometaš, ki je igral na položaju vezista ali branilca. V svoji karieri je igral za slovenske klube Koper, Jadran Hrpelje-Kozina, Dravo Ptuj in Ankaran ter poljsko Wisło Płock. Skupno je v prvi slovenski ligi odigral 138 tekem in dosegel tri gole, v drugi slovenski ligi pa 74 tekem in tri gole. Leta 2006 je z Wisło Płock osvojil poljski pokal. Leta 2003 je odigral eno tekmo za slovensko reprezentanci do 20 let.